# Pélissanne
Pélissanne ist eine französische Gemeinde mit 10.799 Einwohnern (Stand 1. Januar 2022) im Département Bouches-du-Rhône in der Region Provence-Alpes-Côte d’Azur.

## Geografie
Pélissanne liegt fünf Kilometer östlich von Salon-de-Provence und 25 Kilometer nordwestlich von Aix-en-Provence.

## Geschichte
Bereits vor 6000 Jahren war der heutige Ort besiedelt. Später entstanden so genannte Oppida. Zur Römerzeit war Pélissanne eine wichtige Kreuzung. Hier verlief unter anderem ein Kanal, der den Ort mit den großen Römerstädten verband.
Durch den Bau eines neuen Kanals erlebte die Landwirtschaft im 16. Jahrhundert hier eine Blüte. Wassermühlen wurden gebaut.
In der Folgezeit wurde Pélissanne ein Ort der Reichen, viele Häuser aus dieser Zeit, dem 17. und 18. Jahrhundert, stehen noch heute.

## Wappen
Blasonierung: Unter silbernem Schildhaupt mit drei balkenweis gestellten roten Flammen in Blau ein fütternder goldener Pelikan auf goldenem Nest.

## Sehenswürdigkeiten
- Glockenturm aus dem 15. Jahrhundert
- Häuser aus dem 16. und 17. Jahrhundert

## Verkehrsanbindung
Nur rund einen Kilometer vom Ort entfernt befindet sich die Auffahrt zur Autoroute du Soleil. Dort kann man ebenfalls auf die A54 auffahren. Noch heute fließt ein Kanal zwischen Pélissanne und Salon-de-Provence.

## Persönlichkeiten
- Joseph Esménard (1769–1811), Mitglied der Académie française, geboren in Pélissanne
- Pierre Bottero (1964–2009), Autor, lebte in Pélissanne
- Constanzo W. Figlinesi (1912–1991), italienischstämmiger impressionistischer Maler, gestorben in Pélissanne
- Louis Daguerre (1787–1851), französischer Künstler und Fotografiepionier, arbeitete am Glockenturm des Ortes
- Jean-Loup Chrétien (* 1938), lebte von 1970 bis 1977 in Pélissanne

## Bevölkerungsentwicklung
| Jahr      | 1962 | 1968 | 1975 | 1982 | 1990 | 1999 | 2008 | 2017   |
| Einwohner | 2636 | 3505 | 5155 | 6245 | 7341 | 8582 | 9221 | 10.344 |